# Agrias reliquus
Agrias reliquus är en fjärilsart som beskrevs av Biedermann 1926. Agrias reliquus ingår i släktet Agrias och familjen praktfjärilar. Inga underarter finns listade i Catalogue of Life.